# ХК Медвешчак
КХЛ Медвешчак је хрватски хокејашки клуб из Загреба. Утакмице као домаћин играo je у Дому спортова, капацитета 5.000 места.

## Историја
КХЛ Медвешчак је основан 1961. Клуб је три пута био првак Југославије и четири пута је освојио куп. Након осамостаљења Хрватске од 1995. до 2007. године освојио је 11 титула за редом.
Највећи успеси Медвешчака на међународном плану везани су за крај 80-их година када је клуб играо у полуфиналу Лиге шампиона две године заредом.
Од 2009. Медвешчак се такмичи у аустријској ЕБЕЛ лиги. Прву утакмицу у ЕБЕЛ-у (и то као домаћин), КХЛ Медвешчак је одиграо 11. септембра 2009. против Јесеница. Пред 5500 гледалаца победио је Медвешчак после продужетака. Регуларни део сезоне клуб је завршио на осмом месту са 57 бодова. Наступ у плеј-офу еобезбеђен је шест кола пре краја регуларног дела. У четвртфиналу плеј-офа Медвешчак је играо против ХК Грац 99ерса. После 0:2 након прве две утакмице, на крају је било 4:2 за Медвешчак У полуфиналу плеј-офа поражени су од Ред бул Салцбурга са 1:4.
У сезони 2010/11. поново су заузели осмо место у регуларном делу, али су овај пут у плеј-офу поражени већ у четвртфиналу од Клагенфурта да 4:1 у победама.

## Трофеји
- Прва лига Југославије:
  - Првак (3) : 1988/89, 1989/90. и 1990/91.
- Куп Југославије:
  - Победник (4) : 1987/88, 1988/89, 1989/90. и 1990/91.
- Хокејашка лига Хрватске:
  - Првак (19) : 1994/95, 1996/97, 1997/98, 1998/99, 1999/00, 2000/01, 2001/02, 2002/03, 2003/04, 2004/05, 2005/06, 2006/07, 2008/09, 2009/10, 2010/11, 2011/12, 2012/13, 2013/14, 2014/15.